# Gabriel Liljenström
Gabriel Johan Liljenström, född 27 juni 1983 i Solna församling i Stockholms län, är en svensk folkbildare, författare, musiker, politiker och teaterregissör. Han är grundare av och VD på numera inaktiva företaget Agendamakers AB. Mellan 2014 och 2017 var han politiskt sakkunnig åt biståndsminister och vice statsminister Isabella Lövin. Han har erfarenhet från arbete som lärare på folk- och yrkeshögskola och arbetar idag på Act Svenska kyrkan som folkbildningsansvarig.

## Diskografi
- Johan Piribauer & Gruvtolvan - Johan Piribauer & Gruvtolvan (2008, Inlandskult records)[6]
- Roger Wootton & Piu - Cut the air at Mello Club (2009, Subliminal Sounds)
- Lisa & Piu - When this was the future (2009, Subliminal Sounds)